# زمین‌لرزه مه ۱۹۳۶ چین
زمین‌لرزه چین در تاریخ ۱۶ مه ۱۹۳۶ میلادی، برابر با ‎۲۶ اردیبهشت ۱۳۱۵، ساعت ۷:۰۵:۴۷ به زمان یوتی‌سی در چین رخ داد. ژرفای این زلزله ۲۵ کیلومتر بود. بزرگی آن ۶٫۸ در مقیاس ریشتر اعلام شده‌است. زمین‌لرزه به وقت محلی در روز شنبه، ساعت ۱۵ روی داده و منطقه زمانی آن یوتی‌سی +۸ بوده‌است.
شمار کشتگان زلزله حدود ۵۵۰ نفر بوده‌است.